# Андреа Дьярматі
Андреа Дьярматі (угор. Andrea Gyarmati, 15 квітня 1954) — угорська плавчиня.
Призерка Олімпійських Ігор 1972 року, учасниця 1968 року.
Призерка Чемпіонату світу з водних видів спорту 1973 року.
Чемпіонка Європи з водних видів спорту 1970 року.